# Doto hystrix
Doto hystrix is een slakkensoort uit de familie van de kroonslakken (Dotidae). De wetenschappelijke naam van de soort werd in 1981 voor het eerst geldig gepubliceerd door Picton & Brown.

## Beschrijving
Deze zeenaaktslak is een stekelige Doto-soort, qua kleur vergelijkbaar is met de trage kroonslak (D. fragilis), maar met ceratale tuberkels conisch die van vorm zijn en taps toelopen naar een scherpe punt. Kenmerkend van de soort zijn de rinofoorscheden, waarbij de rand uitloopt in een reeks van punten.
Doto hystrix is een schaarse soort, die zich uitsluitend voedt met de hydroïdpoliep Polyplumaria frutescens, in diep water, meestal onder de 25 meter. Deze hydroïdpoliep wordt meestal gevonden op rotsen, in matige tot sterke getijdestromen in helder oceaanwater. De eiersnoer is een typische Doto-concertina, gelegd op de stengel van het hydroïdpoliep, het is vaak lichtroze van kleur.